# Ptolemaios I.
Ptolemaios I. Soter (altgriechisch Πτολεμαῖος ὁ Σωτήρ Ptolemaíos ho Sōtḗr, deutsch ‚der Retter‘, lateinisch Ptolemaeus; * 367/66 v. Chr. in Makedonien; † 283/82 v. Chr. in Alexandria) war einer der Generäle Alexanders des Großen und dessen Freund sowie später einer der Diadochen und Begründer der hellenistischen Ptolemäerdynastie in Ägypten.
Aus Sicht der Geschichtsschreibung ist Ptolemaios bedeutend, weil er einen Bericht über den Alexanderzug verfasste. Heute nur in Fragmenten erhalten, war er eine wichtige Grundlage antiker Alexanderhistoriker, insbesondere des römischen Historikers Arrian, dessen Alexandergeschichte heute eine der wichtigsten historischen Quellen zu Alexanders Feldzug ist.

## Leben

### Frühe Jahre

#### Herkunft und Jugend
Ptolemaios war ein Sohn der wohl einer Seitenlinie des makedonischen Königshauses der Argeaden entstammenden Arsinoë und wahrscheinlich des Lagos, der wohl dem makedonischen Kleinadel angehörte. Laut Arrian stammte Ptolemaios, der einige Jahre älter als Alexander der Große war, aus der obermakedonischen Landschaft Eordaia. Das Gerücht, er sei in Wirklichkeit ein unehelicher Sohn König Philipps II. und der Arsinoë, somit ein Halbbruder Alexanders, ging vermutlich auf spätere ptolemäische Propaganda zurück. Über seine Abkunft mütterlicherseits von einer Nebenlinie des Argeadenhauses erklärte er Herakles und letztlich Zeus zu seinen mythischen Vorfahren. Mit diesen konstruierten Verwandtschaftsbeziehungen sollten die Ansprüche der rivalisierenden Dynastien der Antigoniden und Seleukiden, die sich ebenfalls als Nachfahren der Argeaden oder Herakliden betrachteten, gekontert werden. Ein Bruder des Ptolemaios hieß Menelaos.
Am Königshof in Pella war der jugendliche Ptolemaios wohl Page und gehörte zu den Gefährten (syntrophoi) des Kronprinzen Alexander. Im Zusammenhang mit der „Pixodaros-Affäre“ oder anlässlich des Streits Alexanders mit seinem Vater Philipp II. bei dessen Heirat mit Kleopatra 337/336 v. Chr. musste Ptolemaios zusammen mit anderen Freunden Alexanders – Nearchos, Laomedon, Erigyios und Harpalos – ins Exil vermutlich nach Epeiros gehen und kehrte erst nach der Ermordung Philipps II. und der Machtübernahme Alexanders im Sommer 336 v. Chr. an den Hof zurück.

#### Teilnehmer am Alexanderzug
In nicht herausragender militärischer Stellung nahm Ptolemaios wohl bereits 335 v. Chr. an Alexanders Balkanfeldzug und Einnahme Thebens teil, über die er dann als Augenzeuge berichtet hätte. Aus der Frühphase des Asienfeldzuges ist nichts über Ptolemaios bekannt, wenngleich er diesen von Beginn an mitgemacht haben dürfte. In dieser Zeit tritt er lediglich einmal inschriftlich in Erscheinung, als er offenbar 334 v. Chr. mit zwei weiteren Personen in Milet dem Apollon eine Statue weihte. Erst im November 333 v. Chr. wird er erwähnt, als er seinem König nach der Schlacht bei Issos bei der Verfolgung des unterlegenen Perserkönigs Dareios III. behilflich war. Im Januar 330 v. Chr. wird er im Kampf um die „persischen Tore“ erstmals in einem eigenständigen militärischen Kommando genannt, wobei diese Angaben auf Ptolemaios’ eigener Überlieferung basieren, deren Wahrheitsgehalt daher schwer nachprüfbar ist. Dem oft märchenhaft ausgeschmückten und von späteren Autoren wiedergegebenen Bericht Kleitarchos’ zufolge war Ptolemaios’ spätere Hetäre Thaïs verantwortlich für die Brandschatzung der persischen Hauptstadt Persepolis.
In das nähere Umfeld Alexanders rückte Ptolemaios wohl  erst im Sommer 330 v. Chr. anlässlich der Übernahme des persischen Hofzeremonielles, bei der er zum Vorkoster (edeatros) des Königs ernannt wurde. Im Zusammenhang mit der Verschwörung des Dimnos und dem folgenden Prozess gegen Philotas im Herbst 330 v. Chr. wurde er zu einem der königlichen Leibwächter (somatophylax) ernannt, als Ersatz für den unter Verdacht stehenden Leibwächter Demetrios, und in die Gruppe der Hetairoi aufgenommen. Wieder der eigenen Überlieferung folgend wurde er im Frühjahr 329 v. Chr. mit einem Korps ausgesandt, um den von Spitamenes gefangen genommenen Königsmörder Bessos zu übernehmen. Dabei soll er diesen nackt und in Ketten am Rande einer Straße aufgestellt haben, damit Alexander und das ganze Heer an ihm vorbeimarschieren könne. Nach einer anders lautenden Überlieferung aber hatte Spitamenes den Gefangenen persönlich zu Alexander gebracht.
Anfang 328 v. Chr. befehligte Ptolemaios eine der fünf selbständig operierenden Teilarmeen, die in Sogdien einfielen und in Marakanda wieder zusammentrafen. Während eines in Marakanda im Winter 328/327 v. Chr. abgehaltenen Gelages bemühte er sich vergeblich, den Streit zwischen Alexander und dem Feldherrn Kleitos zu beruhigen, indem er Letzteren weggeleitete; der König erstach schließlich Kleitos. In Baktrien kontrollierte er als Leibwächter des Nachts den Einlass in Alexanders Zelt, erhielt Kunde von der Pagenverschwörung und brachte diese beim König zur Anzeige. Nach seiner Angabe wurde der darin verwickelte Kallisthenes gefoltert und gehängt. Er war auch bei der Eroberung der Felsenburg des Sisimithres (oder Chorienes) beteiligt, wobei ihm die Überwachung der Schanzarbeiten zufiel.
Im Kampf gegen die Aspasier in Indien in der zweiten Jahreshälfte 327 v. Chr. wurde Ptolemaios verletzt. Nicht viel später erkannte er den flüchtigen dortigen Fürsten, setzte ihm mit einigen Hypaspisten nach, überlebte beim Nahkampf dank seiner Rüstung einen Speerstoß dieses Fürsten und tötete ihn, womit die Makedonen den Kampf gewannen. Hinter der Stadt Arigaion erkundete Ptolemaios die gegnerische Truppenzahl und kommandierte dann eine von drei Heeressäulen, mit der er während eines Frontalangriffs Alexanders auf den Feind einen Berg erstieg, auf dem weitere gegnerische Soldaten lagerten, die er vertreiben konnte. Es gelang ihm in der dortigen Region auch die Einnahme verschiedener Festen. Er zeichnete sich außerdem bei der Eroberung der als uneinnehmbar geltenden Bergfestung Aornos (im Swat-Tal gelegen) aus. Mit einer Truppenabteilung erklomm er eine zum Angriff geeignete Stelle des Massivs, musste aber, nachdem eine vom Tal aus erfolgte Attacke Alexanders auf die Inder gescheitert war, seine Position mühsam gegen einen feindlichen Ansturm verteidigen. Beim nächsten Angriff Alexanders fiel er den Indern in den Rücken und konnte im sich dabei entspinnenden Gefecht sein Heer mit jenem seines Königs vereinen. Anschließend gelang die Einnahme des Aornos, indem die Makedonen von ihrer nunmehrigen Stellung aus eine Schlucht durch den Bau eines Dammes auffüllten und von diesem aus dann die Festung zu beschießen vermochten.
Um die Jahresmitte 326 v. Chr. beteiligte Ptolemaios sich an Alexanders Überquerung des Hydaspes vor der Schlacht gegen Poros. Beim Krieg gegen das Volk der Kathaier wurde zunächst deren vor ihrer größeren Stadt Sangala (vielleicht das heutige Sialkot) gelegene Wagenburg erstürmt und daraufhin Sangala eingekesselt, wobei Ptolemaios einen an erwarteter Stelle erfolgten Ausfall der Belagerten abwehrte. Bald danach fiel die Stadt. Im Herbst 326 v. Chr. erhielt Ptolemaios das Amt eines Trierarchen der im Bau befindlichen Hydaspes-Flotte. Mit einer Heereseinheit blieb er dann, als Alexander gegen die Maller zog, am Akesines zurück, um eventuell zu diesem Fluss fliehende Feinde abzufangen. Währenddessen wurde Alexander beim Angriff auf eine Stadt der Maller durch einen Pfeilschuss schwer verletzt und von Peukestas und weiteren Leibgardisten gerettet. Bei dieser kritischen Situation war Ptolemaios nicht anwesend, wie er in seinem Geschichtswerk angab. trotzdem behaupteten Kleitarchos und Timagenes, dass Ptolemaios unter den Rettern des Königs gewesen sei und deshalb den Beinamen Soter (= Retter) erhalten habe.
Eine weitere Verletzung dürfte Ptolemaios 325 v. Chr. vor Harmatelia, einer der Stadt der Brahmanen, durch einen Giftpfeil erlitten haben; er sei durch ein ihm von Alexander selbst gegebenes Heilkraut am Leben geblieben. Als die Makedonen nach ihrem Rückzug aus Indien durch das Gebiet der Oreiten zogen, kommandierte Ptolemaios eines von drei Truppenkontingenten und machte dabei beträchtliche Beute.
In Susa wurde Ptolemaios 324 v. Chr. neben anderen Kampfgefährten Alexanders mit einem goldenen Kranz geehrt. Bei der anschließenden Massenhochzeit erhielt er Artakama, eine Tochter des Artabazos und Urenkelin des persischen Großkönigs Artaxerxes II., zur Gattin. Wie fast alle makedonisch-persischen Ehebündnisse überdauerte auch dieses den Tod des Königs nicht. Als Alexander im Winter 324/323 v. Chr. erfolgreich das Bergvolk der Kossaier bekämpfte, befehligte Ptolemaios dabei eine der selbständig vorgehenden Heeresgruppen. Er war Ende Mai 323 v. Chr. einer der Gäste bei Alexanders letztem, von Medios veranstaltetem Trinkgelage in Babylon.

### Diadoche
Nach dem Tod des Königs sprach sich Ptolemaios nach anfänglichem Zweifel wie nahezu alle Generäle der Adelreiterei für das noch ungeborene Kind Alexanders, wenn es denn ein Sohn sei, als neuen König aus. Weiterhin plädierte er für die Bildung eines Regentschaftsrats, der sich aus der Generalität zusammensetzen und die Regierung führen sollte. Nachdem sich aber der Chiliarch Perdikkas in den wirren Verhältnissen dieser Tage als alleiniger Regent durchsetzen konnte, betrieb Ptolemaios in der babylonischen Reichsordnung erfolgreich seine Ernennung zum Satrapen der reichen Provinz Ägypten. Der Regent bestimmte dabei, dass die Machtkompetenzen in dieser wichtigen Provinz geteilt werden sollten. Ptolemaios sollte lediglich die zivile Verwaltung führen, während die Kontrolle über die Finanzen weiter beim bisherigen Verwalter (hyparchos) Kleomenes verbleiben sollte. Ptolemaios aber nutzte den bereits bestehenden Unmut der ägyptischen Bevölkerung, der sich an der rigiden Steuerpolitik seines Rivalen entzündet hatte, um ihn zu beseitigen. Dadurch vereinte er die Regierung Ägyptens in seiner Person und eignete sich den von Kleomenes aufgebauten Schatz von 8.000 Talenten an. Unmittelbar darauf erweiterte Ptolemaios seinen Machtbereich, indem er das bis dahin autonome Kyrene durch seinen Freund Ophellas besetzen ließ. Im Jahr 321 v. Chr. bewerkstelligte er die Umleitung des Leichenzugs Alexanders nach Memphis.
Damit hatte Ptolemaios mehrfach gegen den Regenten Perdikkas gehandelt und sich gegen ihn positioniert. Obwohl er sich in einem Prozess erfolgreich gegen jede Anschuldigung des Verrats verteidigen konnte, wurde er von Perdikkas neben Antipater als Hauptfeind ausgemacht. Im ersten Diadochenkrieg war Ptolemaios dem Regenten, der persönlich gegen ihn zog, militärisch unterlegen und verschanzte sich deshalb hinter dem linken Nilufer bei Pelusium. Hier gelang es ihm mehrfach, ein Überschreiten des Nils durch Perdikkas zu verhindern, bis dieser einer Empörung eigener Leute zum Opfer fiel. Durch sein Gold und die Gewährleistung der Versorgung mit Lebensmitteln gewann Ptolemaios die Gunst des Reichsheeres, lehnte aber die ihm angebotene Erhebung zum Reichsregenten ab, forcierte dafür die Ernennung von Arrhidaios und Peithon. Anschließend führte er das Heer nach Syrien zur Vereinigung mit Antipater, wobei er zugleich Koilesyrien annektierte und Jerusalem ohne Blutvergießen an einem Sabbat einnahm. Auf der Konferenz von Triparadeisos wurden seine Maßnahmen rückgängig gemacht, allerdings erhielt er vom neuen Regenten Antipater die Satrapie Ägypten bestätigt, weniger weil Antipater ihm vertraute, sondern weil dort eine Entmachtung Ptolemaios’ mittlerweile unmöglich erschien. Um sich gegenseitig abzusichern, heiratete Ptolemaios eine Tochter Antipaters, Eurydike.
Während des zweiten Diadochenkrieges (319–316 v. Chr.) war Ptolemaios mit Kassander und Antigonos Monophthalmos gegen den Regenten Polyperchon verbündet, war an den Kämpfen aber kaum beteiligt. Er befasste sich vor allem mit der Organisation einer effizienten Verwaltung und dem Aufbau einer Flotte. Lediglich 318 v. Chr. wurden seine strategisch wichtigen Seehäfen in Phoinikien von Eumenes besetzt, der aber von Antigonos Monophthalmos in den Osten abgedrängt wurde. Aus dem Krieg ging Antigonos Monophthalmos als großer Sieger hervor, der nun den gesamten asiatischen Raum des Alexanderreiches beherrschte, einen Anspruch auf das Gesamtreich stellte und so den dritten Diadochenkrieg auslöste. Ptolemaios verbündete sich mit Kassander und Lysimachos, musste aber bis 314 v. Chr. den Verlust Phoinikiens und Koilesyriens an Antigonos hinnehmen. Er konzentrierte sich daher auf den Seekrieg und unterstützte Kassander in der Ägäis. Im Jahr 314 v. Chr. konnte nach einer Seeoperation Zypern erobert werden, das ihm seine Vorherrschaft im östlichen Mittelmeer garantieren sollte. Nachdem sich Antigonos auf den Kriegsschauplatz in Kleinasien wandte, ging Ptolemaios 312 v. Chr. in Syrien in die Offensive und siegte in der Schlacht bei Gaza gegen den jungen Demetrios Poliorketes. Dieser Sieg brachte ihn kurzzeitig erneut in den Besitz Syriens, das er aber schon im Folgejahr nach einer Niederlage gegen Demetrios bei Myus wieder verlor. Dafür konnte Ptolemaios seinem Verbündeten Seleukos zur Einnahme Babylons verhelfen und somit eine Front im Rücken des Feindes eröffnen.
Im Jahr 311 v. Chr. hatten sich die Kräfte der Kriegsgegner erschöpft und man einigte sich auf einen allgemeinen Frieden (Diadochenfrieden). Darin wurde das Alexanderreich faktisch aufgeteilt. Dem Prinzip der Reichseinheit wurde lediglich mit der erneuten Anerkennung Alexanders IV. Aigos als dem rechtmäßigen König Rechnung getragen. Dazu wurde beschlossen, dass dem zwölfjährigen König beim baldigen Erreichen seiner Mündigkeit die volle Regierungsgewalt übertragen werden sollte. In der späteren historischen Forschung wurde dieser Zusatz als eine verdeckte Aufforderung der Vertragspartner an Kassander angesehen, sich dieser Angelegenheit anzunehmen. Wenig später ließ Kassander den König und dessen Mutter ermorden, ohne dass darauf eine Reaktion der Diadochen erfolgte.

### Erhebung zum König

Tetradrachme Ptolemaios’ I., um 305 v. Chr.

In den folgenden Friedensjahren versuchte Ptolemaios seine Herrschaft zu konsolidieren. Er brachte Kyrene wieder unter seine Herrschaft, nachdem sich dort Ophellas unabhängig gemacht hatte, aber bald schon ermordet wurde. An der Küste Kleinasiens setzte er sich in Phaselis und Xanthos fest und errichtete auf Kos einen Stützpunkt. Dort trat zu ihm 309 v. Chr. überraschend der antigonidische Feldherr Ptolemaios über, den er zwar ermordete, aber dessen Heer und Flotte seinen Kräften hinzufügte. Ein anschließender Versuch Halikarnassos zu erobern scheiterte nach einem Entsatz von Demetrios Poliorketes. Dafür vermachte ihm um dieselbe Zeit die Fürstin Kratesipolis die Städte Korinth und Sikyon, wodurch er auch in Griechenland an Einfluss gewann. Seine Herrschaft auf Zypern festigte er mit der Beseitigung des Stadtkönigs Nikokles von Paphos.
Im Jahr 307 v. Chr. brach der vierte Diadochenkrieg mit denselben Konstellationen des dritten aus. Im Folgejahr landete Demetrios Poliorketes auf Zypern und belagerte Ptolemaios’ Bruder, Menelaos, in Salamis. Ptolemaios zog mit seiner Flotte zum Entsatz heran, wurde aber in einer Seeschlacht vernichtend geschlagen. Dadurch verlor er Zypern und die Vorherrschaft auf See. Aufgrund dieses Sieges ließ sich Antigonos Monophthalmos zum König ausrufen, mit dem Anspruch auf die Herrschaft im gesamten Alexanderreich. Für Ptolemaios wurde die Lage zunehmend bedrohlich, als seine überlegenen Gegner in einer kombinierten Land-Seeoperation gegen Ägypten zogen. Erneut aber erwies sich ihm der Nil als verlässlicher Verbündeter, den zu überqueren Antigonos nicht gelang. Auch die Flotte des Demetrios scheiterte mit einer Landung an der Küste, da sie von einem Sturm an die Küste Palästinas gedrängt wurde. Antigonos gab den Angriff auf, da er kein Schicksal wie Perdikkas erleben wollte, Ptolemaios wurde dadurch gerettet.
Durch diesen Abwehrerfolg ermutigt nahmen nun auch Ptolemaios und seine Verbündeten den Königstitel an, um Antigonos’ Alleinherrschaftsanspruch zurückzuweisen. Allerdings unterließen sie es ihrerseits einen zu erheben, wodurch sie ihre Königswürde auf ihre gehaltenen Herrschaftsgebiete definierten. Im Jahr 305 v. Chr. unterstützte Ptolemaios erfolgreich das unabhängige Rhodos bei der Verteidigung gegen Demetrios Poliorketes. Ihm zu ehren gaben ihm die Rhodier den Ehrennamen „Retter“ (Soter). In den nächsten Jahren musste er seine Positionen in Griechenland gegen Demetrios aufgeben. 302 v. Chr. besetzte er mehrere Städte in Koilesyrien und marschierte Richtung Kleinasien, um sich dort mit seinen Verbündeten zur entscheidenden Schlacht gegen Antigonos zu vereinen. Allerdings kehrte er wieder um und zog sich nach Ägypten zurück, vermutlich weil er einer Falschmeldung vom Sieg des Antigonos über Lysimachos aufgesessen war. Antigonos wurde in der Schlacht von Ipsos besiegt und getötet, das Alexanderreich hörte endgültig auf zu existieren.

### Letzte Jahre
Ptolemaios’ Abwesenheit bei Ipsos hatte einen Konflikt mit seinem ehemaligen Verbündeten Seleukos zur Folge. Der beanspruchte die von Ptolemaios noch gehaltene Provinz Koilesyrien mit dem Recht des Siegers für sich, Ptolemaios hätte durch seine Teilnahmslosigkeit bei Ipsos keinen Anspruch an der Gebietsaufteilung beteiligt zu werden. Für Ptolemaios aber besaß Koilesyrien einen hohen strategischen Wert als schützendes Vorfeld Ägyptens in Asien. Er versuchte diese neue Bedrohung durch Seleukos mittels einer umfassenden Familienpolitik zu entgehen. Er verheiratete seine Töchter mit Lysimachos von Thrakien und Alexander V. von Makedonien, eine Stieftochter mit Pyrrhos von Epirus. Seleukos wiederum verbündete sich mit dem Seekönig Demetrios Poliorketes, der bei einem Seeangriff 298 v. Chr. Gaza und Samaria eroberte. Ptolemaios musste mit beiden Gegnern einen Frieden eingehen, der für die kommenden Jahre ein Machtgleichgewicht in der Region schuf, das den Ausbruch eines größeren Krieges verhinderte. Der Konflikt um Koilesyrien blieb allerdings weiter bestehen und führte unter Ptolemaios Nachkommen zu den syrischen Kriegen gegen die Seleukiden.
Die Rückkehr des Demetrios Poliorketes nach Griechenland nutzte Ptolemaios 295 v. Chr. zur Rückeroberung von Zypern, das nun dauerhaft für die Ptolemäer gewonnen wurde. Ein Entsatz für das belagerte Athen scheiterte aber an Demetrios’ überlegener Flottenmacht. 287 v. Chr. fanden sich Ptolemaios und Seleukos noch einmal zu einem Zweckbündnis gegen Demetrios zusammen (fünfter Diadochenkrieg), dessen Angriff auf Kleinasien aber nicht so schwer ausfiel wie erwartet und mit dessen Gefangenschaft endete. Ptolemaios konnte davon profitieren, indem er die Protektion über den Nesiotenbund übernahm und somit die Vorherrschaft der Ptolemäer im Ägäisraum erneuerte.
285 v. Chr. ernannte Ptolemaios seinen jüngeren Sohn Ptolemaios II. zum Mitregenten, die älteren Söhne aus seiner ersten Ehe hatte er vom Erbe ausgeschlossen, nachdem er Eurydike verstoßen hatte. Um das Jahr 283/282 v. Chr. starb er im Alter von 84 als einer der wenigen Diadochen eines natürlichen Todes. Er wurde in einem Heroon in der Nähe des Alexandergrabes in Memphis bestattet. Sein Sohn stiftete ihm zu Ehren die penteterischen Festspiele (Ptolemaieia) und erhob ihn offiziell zum „rettenden Gott“ (Theos Soter).

### Ptolemaios als Geschichtsschreiber
Im hohen Alter verfasste Ptolemaios ein Geschichtswerk über Alexander, das nur fragmentarisch erhalten ist. Es diente als zentrale Quelle für Arrians Alexandergeschichte. Das Werk scheint vor allem eine auf militärische Aspekte ausgerichtete und (im Gegensatz zu vielen Schilderungen anderer Alexanderhistoriker) sehr nüchterne Darstellung gewesen zu sein, die die sonst oft typischen kulturgeschichtlichen Exkurse weitgehend ausklammerte.
Arrian betont die sachliche Schilderung und den hohen Informationsgehalt des Werks, zumal sich Ptolemaios hinsichtlich militärischer Aspekte aus eigener Erfahrung gut auskannte und oft Zeuge der beschriebenen Ereignisse war. Seine Absicht scheint einerseits gewesen zu sein, den oft romanhaft ausgeschmückten Darstellungen anderer Alexanderhistoriker entgegenzuwirken, andererseits aber auch seine Rolle während des Alexanderzugs mehr oder minder subtil hervorzuheben. Gleichzeitig rückte er Alexander in ein positives Licht. In der älteren Forschung wurde Ptolemaios, der lange Zeit geschätzt wurde, für seine Darstellungsweise teilweise scharf kritisiert; so habe er gelogen und Ereignisse unterschlagen. In der modernen Forschung wird die Objektivität der Darstellung jedoch durchaus gewürdigt, zumal sich Ptolemaios vor allem auf die Feldzugsdarstellung konzentrierte und diesbezüglich wertvoll ist. Des Weiteren ist ohnehin zu berücksichtigen, dass keine antike Alexandergeschichte ohne Tendenz geschrieben wurde.

### Moderne Bewertung
Ptolemaios zählt zu den herausragenden Persönlichkeiten der Diadochenzeit. Gegenüber seinen Konkurrenten schuf er das wirtschaftlich reichste und am besten geordnete Reich, das seine beiden gleichnamigen Nachfolger zur vorherrschenden Macht im östlichen Mittelmeerraum führten. Die Herrschaft der von ihm begründeten Dynastie in Ägypten festigte er durch eine administrative und religiöse Anknüpfung an altägyptische Vorbilder. So unterband er zum Beispiel die für hellenistische Staaten üblichen Gründungen autonomer griechischer Poleis (mit Ausnahme von Ptolemais Hermeiou), um Machtteilungen zu verhindern. Alexandria als Hauptstadt des Reiches besaß generell keine Autonomie. Das Wirtschaftssystem organisierte er merkantil mit den wichtigsten Produktionszweigen in Staatsbesitz, was eine ständig erholte Haushaltslage ermöglichte. Zum Zwecke einer Ausgleichspolitik zwischen Makedonen/Griechen und Ägyptern stiftete er auch einen Reichskult in Form der Verehrung des Serapis, der ägyptische und griechische Motive vereinte. Die eigene Familie knüpfte er an einen Alexanderkult (Vergöttlichung 285 v. Chr.), was in der hellenistischen Welt einzigartig blieb und der Dynastie stets ihre makedonische Identität bewahrte.
Unter Ptolemaios’ Herrschaft wurde die Vorrangstellung Alexandrias als kulturelles, wissenschaftliches und wirtschaftliches Zentrum der hellenistischen Welt gelegt. 299 v. Chr. wurde mit dem Bau des berühmten Leuchtturms von Alexandria, einem der „Sieben Weltwunder“, durch den Architekten Sostratos von Knidos begonnen. Im Jahre 284 v. Chr. gründete Ptolemaios in Zusammenarbeit mit Demetrios von Phaleron die berühmte Bibliothek von Alexandria.

## Ehen und Familie
324 v. Chr. heiratete Ptolemaios auf Veranlassung Alexanders die persische Prinzessin Artakama, deren weiteres Schicksal unbekannt ist.
Aus seinem Verhältnis mit der Athener Hetäre Thaïs hatte er drei bekannte Kinder:
- Leontiskos
- Lagos
- Eirene, ⚭ mit dem zypriotischen Stadtkönig Eunostos von Soloi

Zwischen 322 v. Chr. und 319 v. Chr. heiratete er Eurydike, Tochter des Antipatros. Mit ihr hatte er u. a. die folgenden Kinder:
- Ptolemaios Keraunos († 279 v. Chr.), König von Makedonien
- Meleagros, König von Makedonien
- Lysandra,
  - ⚭ mit Alexander V., König von Makedonien
  - ⚭ mit Agathokles, Sohn des Lysimachos
- Ptolemais, ⚭ mit Demetrios Poliorketes

317 v. Chr. heiratete Ptolemaios ein drittes Mal, seine Frau war die zum Gefolge der Eurydike gehörige Berenike I. Mit ihr hatte er die Kinder:
- Arsinoë II. (um 316–270 v. Chr.), ⚭ mit Lysimachos
- Ptolemaios II. Philadelphos (308–246 v. Chr.), König von Ägypten (285–246 v. Chr.)
- Philothera

Außerdem hatte er anscheinend eine Stieftochter, Theoxene, die wohl eine Tochter Berenikes war und die er mit Agathokles von Syrakus verheiratete.